# Héctor Hernández Marrero
Héctor José Hernández Marrero (* 14. September 1995 in Las Palmas) ist ein spanischer Fußballspieler, der aktuell beim SC Corinthians unter Vertrag steht. Er spielt auf der Position des Stürmers.

## Karriere
Hernández wechselte 2013 vom UD Las Palmas zu Atlético Madrid B. Am 18. Dezember 2013 kam er zu seinem ersten Einsatz in der Copa del Rey gegen den UE Sant Andreu. Am 25. August des folgenden Jahres trat er erstmals in La Liga auf und ersetzte Mario Mandžukić bei einem 0:0-Unentschieden bei Rayo Vallecano. Die Jahre 2015 bis 2019 verbrachte der Spieler leihweise beim FC Elche, Albacete Balompié, FC Málaga und Rayo Majadahonda. Nach Ablauf der letzten Leihe schloss er sich fest CF Fuenlabrada an. Dort verbrachte er nur ein Jahr, bevor er zu Cultural Leonesa wechselte. Zwischen Sommer 2021 und 2022 spielte er erneut für Rayo Majadahonda. Im Juli 2022 nahm GD Chaves den Spanier unter Vertrag.
Im August 2024 wechselte Hernández nach Brasilien. Hier unterzeichnete er einen Kontrakt beim SC Corinthians in São Paulo. Der Kontrakt erhielt eine Laufzeit bis Jahresende 2026.